# Medalha Chapman
 A Medalha Chapman (em inglês:  Chapman Medal) é uma medalha da Royal Astronomical Society, denominada em memória do astrônomo britânico Sydney Chapman. É concedida por investigações de destacado mérito em física solar-terrestre, incluindo geomagnetismo e aeronomia.

## Medalhistas
Lista de acordo com a Royal Astronomical Society:
- 1973 Drummond Hoyle Matthews e Frederick Vine
- 1976 Syun-Ichi Akasofu
- 1979 Eugene Parker
- 1982 James Dungey
- 1985 Eugene Parker
- 1988 D. Ian Gough[3]
- 1991 Stan Cowley
- 1994 Ian Axford
- 1998 Michael Lockwood
- 2001 Jeremy Bloxham
- 2004 Richard Harrison
- 2006 Steven J. Schwartz
- 2008 André Balogh
- 2010 Bernard Roberts
- 2012 Andrew Fazakerley
- 2013 Stephen Milan[4]
- 2014 Louise Harra[5]
- 2015 Alan Hood[6]
- 2016 Philippa Browning[7]
- 2017 Mervyn Freeman
- 2018 Emma Bunce
- 2019 Tom Stallard
- 2020 Cathryn Mitchell
- 2021 Ineke de Moortel[8]